# Ejército de Bolivia durante la guerra del Pacífico

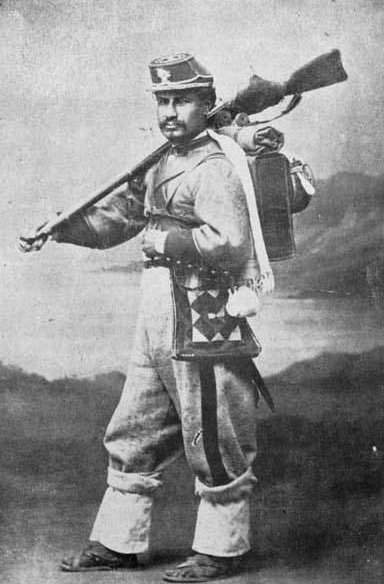
Soldado del Regimiento Colorados de Bolivia (1879)

El Ejército de Bolivia durante la guerra del Pacífico (1879-1883) fue la fuerza armada terrestre del estado que realizó la política militar del Gobierno de Bolivia durante la guerra, con el fin de alcanzar sus objetivos políticos y económicos 

## Ejército boliviano antes de la guerra

### Antecedente histórico
Una vez comenzada la guerra del Pacífico el 14 de febrero de 1879, varios historiadores peruanos y chilenos e inclusive también los propios bolivianos, han reconocido y llegado a la conclusión final de que la guerra empezaba en el peor momento para Bolivia pues el ejército boliviano no estaba completamente preparado para ingresar en un conflicto militar bélico de características internacionales ya que las últimas experiencias que tuvo Bolivia en este tipo de enfrentamientos continentales habían sido durante la época del mariscal Andrés de Santa Cruz (1792-1865) en la denominada Guerra contra la Confederación Peru-Boliviana que duró desde 1836 hasta 1839, así como también durante la época del mariscal José Ballivián (1805-1852) en la denominada Guerra entre Perú y Bolivia que duró desde 1841 hasta 1842, pues si bien el país tuvo exitosas victorias en dichas campañas militares (como en la famosa Batalla de Ingavi), sin embargo, estas se habían llevado a cabo hace ya más de 40 largos años atrás (cuatro décadas).

### Formación militar antes de la guerra
Al igual como sucedía en una gran mayoría de los ejércitos de los países latinoamericanos de la época, cabe mencionar que hasta el año 1880 el ejército boliviano aún no estaba muy institucionalizado y una contundente muestra de ello es que con casi poco o nada de mérito un simple soldado raso podía escalar de grado en grado hasta llegar a ostentar el alto rango de general de ejército siempre de acuerdo a los diferentes vaivenes políticos de la época de uno y otro gobierno.

En esos tiempos (del Siglo XIX) en donde había frecuentes revueltas, motines, levantamientos militares, revoluciones y golpes de estado contra los diferentes gobiernos, en Bolivia era normal que uno podía ganar grados militares según se uniera a tiempo en el lado vencedor (que tomaba el poder) así como también podía perderlos todos si desgraciadamente tenía la mala suerte de terminar en el lado perdedor.
Historiador boliviano Roberto Querejazu (La Paz, Bolivia; 1979)

Después de la Independencia de Bolivia en 1825 y durante los primeros años de la joven nación, los diferentes gobernantes bolivianos realizaron grandes esfuerzos por tratar de consolidar un instituto de formación militar en el país pues en 1826 el libertador Simón Bolívar (1783-1830) había creado en Bolivia una academia militar para la adecuada profesionalización de los oficiales militares sin embargo este instituto castrense funcionó solamente apenas por un par de años hasta 1828. Tiempo después el presidente y mariscal de Ingavi José Ballivián (1805-1852) decidió reabrir el instituto militar en 1842 pero al igual como ocurrió con el anterior, éste también dejó de existir cuando Ballivián cayo del poder en 1847. Transcurridos unos doce años después, el primer presidente civil José María Linares (1808-1861) dispuso la refundación de dicho instituto militar en 1859 pero debido a los vaivenes de la política y constantes golpes de estado, éste también desapareció con el tiempo. Luego de trece años, el anciano presidente interino Tomás Frías (1804-1884) trato de reabrir nuevamente una academia militar en Bolivia en 1872 pero al igual que todos los anteriores, éste también terminó otra vez disolviéndose pocos años después ya con el comienzo de la guerra del Pacífico en 1879. 

A partir del año 1891 (12 años después del comienzo de la guerra) y ya durante el gobierno constitucional del presidente Aniceto Arce (1888-1892) es cuando recién Bolivia tuvo de manera consolidada su primer instituto de formación de oficiales del ejército denominado actualmente como Colegio Militar del Ejército (COLMIL).

Si bien es destacable los varios intentos por tratar de profesionalizar la formación de los militares bolivianos de la época, sin embargo todas estas intenciones resultaron siempre fallidas y sin éxito, lo cual al largo plazo de tiempo traería muy graves consecuencias, no solo para el ejército boliviano sino también para todo el país una vez ya comenzada la guerra. Es en ese sentido que sería recién a partir del año 1891 durante el gobierno del presidente constitucional Aniceto Arce (1824-1906) cuando finalmente Bolivia reabre de manera definitiva el Colegio Militar del Ejército (COLMIL) que en la actualidad permanece funcionando de manera continua hasta nuestros días como primer instituto de formación de oficiales del ejército boliviano.            

### Organización del ejército boliviano
Al igual que el ejército peruano, el ejército boliviano estaba organizado en un "Ejército Nacional" y en una "Guardia Nacional" (también llamada ejército de reserva).
Al iniciarse la guerra, con la Invasión de Antofagasta por parte del ejército chileno el 14 de febrero de 1879, el ejército boliviano fue organizado de la siguiente manera:

#### División Boliviana
Tres batallones de infantería con un regimiento de caballería formaban una división, y una división boliviana podía estar formada por 3 batallones de infantería y un regimiento de artillería. La caballería restante fue articulada en una "unidad militar especial" denominada "Legión de Bolivia".  La Legión Boliviana estaba compuesta por los jóvenes pertenecientes a las familias más notables y pudientes de Bolivia donde cada jinete de esta legión se armaba por sí solo con su propio equipo y su propio caballo.

#### Infantería Boliviana
La infantería boliviana se organizó en batallones: 
- Cada batallón de Infantería estaba compuesto en promedio por 500 hombres. El batallón estaba dividido en 7 compañías (6 compañías de ejército regular y una "Compañía de Guerrillas" equivalente hoy en día como exploradores). Cada compañía estaba compuesta por 70 hombres de la siguiente manera:
  - Una compañía de infantería estaba dividida en 2 secciones, cada sección estaba compuesta por 25 soldados, haciendo un total de 50 soldados. Para tomar el mando de estos soldados, se sumaban a la compañía 15 sargentos y 4 oficiales, haciendo un total de 70 hombres en cada compañía de infantería boliviana.

#### Caballería Boliviana
La Caballería boliviana se organizó en regimientos o escuadrones:
- Cada regimiento o escuadrón estaba compuesto por 260 hombres. 
  - Un regimiento o escuadrón de caballería se dividía en 4 secciones. Cada sección de caballería estaba compuesto por 60 jinetes.

#### Artillería Boliviana
La Artillería boliviana se organizó en 2 regimientos.
- Cada regimiento compuesto por 200 hombres. 
  - Un regimiento de artillería se dividía en 2 baterías. Cada batería estaba compuesto por 100 artilleros.

### Vestimenta (Uniformes)

#### Uniforme del soldado de tropa
El Ejército de Bolivia utilizó ampliamente la bayeta o bayetilla en todos los uniformes de la tropa. 
En cuanto al color del uniforme, a diferencia del ejército chileno, el ejército boliviano todavía "no tenía un solo color oficial" que sea de manera general para todas las unidades militares. El color del uniforme de los soldados estaba compuesto por diferentes colores, siendo que algunos regimientos bolivianos utilizaban el uniforme de color rojo, o color amarillo, o color verde, o sino color blanco. En cuanto al pantalón de los soldados, generalmente era de color blanco o sino también era de color azul.
La guerrera (chaqueta) del soldado era corta, diseñada hasta la cintura con un doblado circular. Los botones de las guerreras eran de bronce y en algunos llevaban inclusive botones grabados con el Escudo nacional de Bolivia. 
El kepi (gorra) era de estilo francés, el cual era del mismo color que las chaquetas y llevaba atrás un cubrenuca, para cubrirse la nuca del tremendo sol del desierto, durante el día. 
En las noches, para combatir el frío del desierto altiplánico, cada soldado boliviano tenía un capote de paño burdo o de jerga de color tierra. 
En cuanto a los pies (a diferencia de los soldados del ejército chileno que utilizaban botas) todos los soldados bolivianos utilizaban ojotas o abarcas (las cuales eran de cuero y con planta reforzada). Los bolivianos utilizarían estas abarcas durante todas las batallas y combates así como también durante sus días de descanso.

#### Uniforme de los oficiales, suboficiales y sargentos
Los oficiales, suboficiales y sargentos bolivianos tenían otro tipo de uniforme de diferente color y de mucho más calidad, diferenciándose claramente de la tropa. Generalmente su uniforme (chaqueta y pantalón) era de un color azul completo o sino también su chaqueta podía ser a veces de color azul con un pantalón plomo. A diferencia de la tropa (que peleaba con ojotas), estos utilizaban botas para el combate y para todo momento.

### Equipos militares
En cuanto al equipo, los soldados bolivianos llevaban como equipo personal los siguientes elementos:
- 4 cartucheras de cuero sujetadas al cinturón. Cada cartuchera poseía una capacidad para portar 25 cartuchos (balas)
- 1 bayoneta para el fusil Remington, para cuando llegue el inevitable momento en que hubiera nomás que ya entrar en combate cuerpo a cuerpo con el enemigo, frente a frente.
- 1 caramañola grande con capacidad de albergar un litro y medio de agua, sin funda.
- 1 frazada acompañada de una mochila
- 1 sábana blanca mortuoria atada a la cintura. Era común que todos los soldados de todas las unidades llevaran atada a la cintura una sabana de color blanco, el cual era regalada por una madrina antes de partir a la guerra. La función de esta sábana era la de cubrir el cuerpo del soldado boliviano en caso de que muriera o cayera muerto en pleno combate o al finalizar una cruenta batalla.

También existieron otras unidades bolivianas, armadas por patriotas con su propio peculio. Hubo también algunas unidades formadas por colegiales paceños y orureños que tenían su propio uniforme de color azul o verde decorado inclusive con alamares dorados. Sin embargo, esto era una excepción de casos aislados y no la regla general en todas las unidades.

### Sistema logístico boliviano
En general, se puede notar que el Ejército de Bolivia era una fuerza mayoritariamente de infantería, con poca artillería y caballería, cuya falta sería tremendamente notoria en las grandes batallas internacionales que se avecinaban Sin embargo, lo peor del sistema logístico boliviano fue que, este era casi nulo. 
El ejército boliviano tenía muy pocos animales o carretas para moverse y los soldados no tenían cocinas de campaña, por lo que a compensación recibían una cierta cantidad de dinero por día (pesos bolivianos) o sino a la vez comiendo lo que las sacrificadas rabonas bolivianas vendían a las tropas. Las rabonas eran las mujeres de las esposas de los mismos soldados que los acompañaban a la guerra para cocinarles el almuerzo a sus maridos o vender su comida a otros soldados. Debido a esta situación algunos soldados de las clases populares (clases bajas) llevaron en su mochila, charque (carne deshidratada al sol), maíz y hoja de coca para su alimento de varios días.  
Aunque algunos historiadores elogiaron y aun elogian la resiliencia del soldado boliviano. Por ejemplo, Gonzalo Bulnes escribe que:: 599 
el soldado boliviano es el único del mundo de quien puede decirse que no necesita servicio de provisión porque lleva en su mochila el alimento para tres o cuatro días, pues se sustenta casi esclusivamente de un puñado de harina de maiz i de unas hojas de coca.
Como a los otros beligerantes, también le faltaba un moderno y bien apertrechado servicio de sanidad, intendencia, estado mayor, etc.: 53 . Todos estos elementos de los que carecía Bolivia, convertía al ejército boliviano en una fuerza sin capacidad de movimiento estratégico y rápido, condenada a ceder la iniciativa al enemigo ya que solo podía moverse por las  rutas que estaban bajo su control y nunca por las rutas que permanecían bajo control enemigo o por aquellas rutas sin medio de vida.

### Armamento
Al inicio de la guerra, el Ejército de Bolivia tenía unos 3000 fusiles de diferentes tipos y calibres. La mayoría eran fusiles Lorenz austriacos, fusiles Gras o fusiles Chassepot. Algunos de estos eran antiguos mosquetes con cañones de ánima lisa, ya obsoletos para la época. 
Los únicos fusiles modernos que tenía Bolivia para la época eran los 700 fusiles modelo Remington (de procedencia española) con cartuchos metálicos y cañón estriado. Estos fusiles modernos solo eran portados únicamente por el Batallón Colorados de Bolivia (escolta presidencial), el resto del ejército boliviano utilizó armas antiguas. El ejército no poseía ningún tipo de fusil estándar ni siquiera dentro de una misma unidad, lo que dificultaba el amunicionamiento (con diferentes balas de diferentes calibres), dificultaba también el entrenamiento y el mantenimiento.: 55 
El Ejército de Bolivia, en la época estaba constituido por unos 2000 hombres organizados en 4 unidades militares denominada "Unidades de Línea" (Unidades Profesionales). Estas unidades eran batallones de soldados profesionales, reclutados entre la clase popular y medianamente armados y equipados.
El ejército tenía fe en su propia capacidad, había medido sus armas en forma victoriosa contra la mayoría de sus vecino; por otro lado, al no tener marina de guerra los bolivianos consideraban que la marina peruana bastaba y era más que suficiente para frenar el avance chileno.
La mayoría de la tropa boliviana tenía algún tipo de experiencia de combate, legada de innumerables campañas contra los gubernamentales o los revolucionarios que realizaban constantes golpes de estado en Bolivia. Los soldados bolivianos estaban acostumbrados a caminar largas marchas para defender uno que otro gobierno. 
Al iniciarse la guerra del Pacífico, los cuarteles se llenaron de ciudadanos dispuestos a luchar por su patria, pero la dura experiencia al finalizar la guerra enseñó a Bolivia que el coraje no basta para formar ejércitos. En conjunto, Bolivia nunca tuvo más de 10.000 soldados armados y equipados para combatir, no por la falta de voluntarios, sino debido a la falta de entrenamiento y de medios económicos que, hoy como ayer, delimita claramente las diferencias con los ejércitos de sus países vecinos, siempre superiores en armamento.

### Composición del ejército boliviano
Desde el momento de la Invasión a la ciudad boliviana de Antofagasta por parte del ejército chileno el 14 de febrero de 1879, en la actualidad aún todavía no se tiene un "registro exacto" de cuantos hombres componían el ejército boliviano en aquella época. Pero diferentes historiadores militares así como también historiadores civiles han intentado dar varias estimaciones de la composición del Ejército de Bolivia días antes del estallido de la guerra, basándose principalmente en las únicas unidades militares bolivianas que existían en aquel entonces.
| Posible cantidad de efectivos militares del Ejército Boliviano antes de la Guerra del Pacífico | Posible cantidad de efectivos militares del Ejército Boliviano antes de la Guerra del Pacífico | Posible cantidad de efectivos militares del Ejército Boliviano antes de la Guerra del Pacífico | Posible cantidad de efectivos militares del Ejército Boliviano antes de la Guerra del Pacífico | Posible cantidad de efectivos militares del Ejército Boliviano antes de la Guerra del Pacífico |
| Plazas                                                                                         | Según                                                                                          | Nacionalidad                                                                                   | Ref.                                                                                           |                                                                                                |
| ---------------------------------------------------------------------------------------------- | ---------------------------------------------------------------------------------------------- | ---------------------------------------------------------------------------------------------- | ---------------------------------------------------------------------------------------------- | ---------------------------------------------------------------------------------------------- |
| 2000 hombres                                                                                   | Carlos Dellepiane (1893-1946)                                                                  | Historiador militar peruano                                                                    | [ 4 ]                                                                                          |                                                                                                |
| 2165 hombres                                                                                   | Julio Díaz Arguedas (1889-1980)                                                                | Historiador militar boliviano                                                                  | [ 5 ]                                                                                          |                                                                                                |
| 2204 hombres                                                                                   | Francisco Antonio Machuca Marín (1853-1942)                                                    | Historiador militar chileno                                                                    | [ 6 ]                                                                                          |                                                                                                |
| 2232 hombres                                                                                   | Benjamín Vicuña Mackenna (1831-1886)                                                           | Historiador civil chileno                                                                      | [ 7 ]                                                                                          |                                                                                                |
| 2232 hombres                                                                                   | Wilhelm Ekdahl Anglin (1853-1924)                                                              | Historiador militar sueco                                                                      | [ 8 ]                                                                                          |                                                                                                |

Tal como se muestra en el cuadro anterior, se logra visualizar la composición del ejército boliviano antes del comienzo del conflicto bélico, el cual  oscilaba entre los 2000 y 2200 hombres.

### Movilización y desplazamiento del ejército boliviano
Antes del comienzo de la guerra del pacífico, el ejército boliviano estaba compuesto por tres batallones de infantería y un regimiento de caballería, siendo los siguientes: el batallón "Daza" (también conocido famosamente como los Colorados de Bolivia), el batallón "Sucre", el batallón "Illimani" y finalmente estaba el regimiento "Húsares de Bolívar". Estas cuatro unidades militares eran consideradas "Unidades De Línea", es decir, eran "soldados profesionales" que antes de la guerra recibían ya un sueldo mensual por parte del estado boliviano. 
Sobre lo referente a la remuneración económica, algunos historiadores han señalado que el único batallón que se encontraba bien armado y pagado era el "Colorados de Bolivia", pues el presidente Daza tenía mucha preferencia hacia esta unidad militar a tal punto de que siempre se encontraba pendiente de que el batallón Colorados reciba puntualmente su pago y sin retraso alguno a diferencia de las otras unidades militares donde constantemente había retrasos en el pago de sus sueldos. En cuanto al monto de dinero, los salarios que recibían los "Colorados" eran muy elevados en comparación a las otras unidades, pues la tropa podía llegar a ganar casi la misma cantidad de dinero que los oficiales, por ejemplo un soldado raso ganaba igual que un capitán y este a su vez tenía un sueldo similar al de un coronel, cosa que no sucedía lo mismo con los otros batallones del ejército.                   
| Unidades Militares del Ejército Boliviano existentes el 14 de febrero de 1879           | Unidades Militares del Ejército Boliviano existentes el 14 de febrero de 1879 | Unidades Militares del Ejército Boliviano existentes el 14 de febrero de 1879 | Unidades Militares del Ejército Boliviano existentes el 14 de febrero de 1879 | Unidades Militares del Ejército Boliviano existentes el 14 de febrero de 1879 |
| --------------------------------------------------------------------------------------- | ----------------------------------------------------------------------------- | ----------------------------------------------------------------------------- | ----------------------------------------------------------------------------- | ----------------------------------------------------------------------------- |
| Presidente de Bolivia y Capitán General de las Fuerzas Armadas : Hilarión Daza Groselle |                                                                               |                                                                               |                                                                               |                                                                               |
| Ministro de Guerra de Bolivia : General de Brigada Manuel Othón Joffré                  |                                                                               |                                                                               |                                                                               |                                                                               |
| Jefe de Estado Mayor General : General de Brigada Carlos de Villegas                    |                                                                               |                                                                               |                                                                               |                                                                               |
| Unidad Militar                                                                          | Plazas                                                                        | Especialidad                                                                  | Comandante de Unidad                                                          | Compuesto Por                                                                 |
| Batallón "Daza" 1.° Granaderos de la Guardia                                            | 588 hombres                                                                   | 1ro. de Línea de Infantería                                                   | Coronel Ildefonso Murguía Anze                                                | Paceños                                                                       |
| Batallón "Sucre" 2.° Granaderos de la Guardia                                           | 541 hombres                                                                   | 2do. de Línea de Infantería                                                   | Coronel Rudecindo Niño de Guzmán                                              | Chuquisaqueños                                                                |
| Batallón "Illimani" 3.° Cazadores de la Guardia                                         | 537 hombres                                                                   | 3ro. de Línea de Infantería                                                   | Coronel Ramón González Santiesteban                                           | Paceños                                                                       |
| Regimiento "Bolívar" 1.° de Húsares                                                     | 281 hombres                                                                   | 1ro. de Línea de Caballería                                                   | Coronel Julián María López                                                    | Paceños y Cochabambinos                                                       |

### Unidades militares del ejército de Bolivia en abril de 1879
| Unidades Militares del Ejército Boliviano movilizadas hasta el 30 de abril de 1879         | Unidades Militares del Ejército Boliviano movilizadas hasta el 30 de abril de 1879 | Unidades Militares del Ejército Boliviano movilizadas hasta el 30 de abril de 1879 | Unidades Militares del Ejército Boliviano movilizadas hasta el 30 de abril de 1879 | Unidades Militares del Ejército Boliviano movilizadas hasta el 30 de abril de 1879 |
| ------------------------------------------------------------------------------------------ | ---------------------------------------------------------------------------------- | ---------------------------------------------------------------------------------- | ---------------------------------------------------------------------------------- | ---------------------------------------------------------------------------------- |
| Presidente de Bolivia y Capitán General de las Fuerzas Armadas : Hilarión Daza Groselle    |                                                                                    |                                                                                    |                                                                                    |                                                                                    |
| Ministro de Guerra y Jefe de Estado Mayor General : General de Brigada Manuel Othón Joffré |                                                                                    |                                                                                    |                                                                                    |                                                                                    |
| Jefe de Ingenieros y Estadística : General de Brigada Juan Mariano Mujía                   |                                                                                    |                                                                                    |                                                                                    |                                                                                    |
| Primera División del Ejército de Bolivia                                                   |                                                                                    |                                                                                    |                                                                                    |                                                                                    |
| Comandante de la 1ra División : General de División Carlos de Villegas                     |                                                                                    |                                                                                    |                                                                                    |                                                                                    |
| Jefe de Estado Mayor Divisionario : Coronel Exequiel de la Peña                            |                                                                                    |                                                                                    |                                                                                    |                                                                                    |
| Unidad Militar                                                                             | Plazas                                                                             | Especialidad                                                                       | Comandante de Unidad                                                               | Compuesto Por                                                                      |
| Batallón "Daza" 1.° Granaderos de la Guardia                                               | 588 hombres                                                                        | 1ro. de Línea de Infantería                                                        | Coronel Ildefonso Murguía Anze                                                     | Paceños                                                                            |
| Batallón "Paucarpata" 2.° de La Paz                                                        | 434 hombres                                                                        | Infantería                                                                         | Coronel Pablo Idiaquez                                                             | Paceños                                                                            |
| Regimiento "Bolívar" 1.° de Húsares                                                        | 281 hombres                                                                        | 1ro. de Línea de Caballería                                                        | Coronel Julián María López                                                         | Paceños y Cochabambinos                                                            |
| Segunda División del Ejército de Bolivia                                                   |                                                                                    |                                                                                    |                                                                                    |                                                                                    |
| Comandante de la 2da División : General de Brigada Casto Arguedas                          |                                                                                    |                                                                                    |                                                                                    |                                                                                    |
| Jefe de Estado Mayor Divisionario : Coronel Claudio Rada                                   |                                                                                    |                                                                                    |                                                                                    |                                                                                    |
| Unidad Militar                                                                             | Plazas                                                                             | Especialidad                                                                       | Comandante de Unidad                                                               | Compuesto Por                                                                      |
| Batallón "Sucre" 2.° Granaderos de la Guardia                                              | 540 hombres                                                                        | 2do. de Línea de Infantería                                                        | Coronel Rudecindo Niño de Guzmán                                                   | Chuquisaqueños                                                                     |
| Batallón "Victoria" 1.° de La Paz                                                          | 537 hombres                                                                        | Infantería                                                                         | Coronel Juan Granier                                                               | Paceños                                                                            |
| Batallón "Dalence" 1.° Carabineros de Oruro                                                | 538 hombres                                                                        | Infantería                                                                         | Coronel Donato Vásquez                                                             | Orureños                                                                           |
| Regimiento "Mariscal Santa Cruz"                                                           | 226 hombres                                                                        | 1ro. de Línea de Artilleria                                                        | Coronel Adolfo Flores                                                              | Paceños y Orureños                                                                 |
| Tercera División del Ejército de Bolivia                                                   |                                                                                    |                                                                                    |                                                                                    |                                                                                    |
| Comandante de la 3ra División : General de Brigada Pedro Villamil                          |                                                                                    |                                                                                    |                                                                                    |                                                                                    |
| Jefe de Estado Mayor Divisionario : Coronel Claudio Sánchez                                |                                                                                    |                                                                                    |                                                                                    |                                                                                    |
| Unidad Militar                                                                             | Plazas                                                                             | Especialidad                                                                       | Comandante de Unidad                                                               | Compuesto Por                                                                      |
| Batallón "Illimani" 3.° Cazadores de la Guardia                                            | 536 hombres                                                                        | 3ro. de Línea de Infantería                                                        | Coronel Ramón González Santiesteban                                                | Paceños                                                                            |
| Batallón "Independencia" 3.° de La Paz                                                     | 435 hombres                                                                        | Infantería                                                                         | Teniente Coronel Julián Vargas                                                     | Paceños                                                                            |
| Batallón "Vengadores" 3.° de Potosí                                                        | 533 hombres                                                                        | Infantería                                                                         | Teniente Coronel Federico Murga                                                    | Potosinos                                                                          |
| Escuadrón "Escolta" 1.° de Coraceros                                                       | 70 hombres                                                                         | Caballería                                                                         | Coronel Melchor González                                                           | Paceños                                                                            |
| Legión Boliviana del Ejército                                                              |                                                                                    |                                                                                    |                                                                                    |                                                                                    |
| Comandante de la Legión : General de Brigada Juan José Pérez Marañán                       |                                                                                    |                                                                                    |                                                                                    |                                                                                    |
| Unidad Militar                                                                             | Plazas                                                                             | Especialidad                                                                       | Comandante de Unidad                                                               | Compuesto Por                                                                      |
| Regimiento "Murillo"                                                                       | 283 hombres                                                                        | Infantería                                                                         | Teniente Coronel Juan Saravia                                                      | Paceños                                                                            |
| Escuadrón "Vanguardia"                                                                     | 227 hombres                                                                        | Caballería                                                                         | Coronel Eliodoro Camacho Mesa                                                      | Cochabambinos                                                                      |
| Escuadrón "Libres del Sur"                                                                 | 225 hombres                                                                        | Caballería                                                                         | Coronel Miguel Castro Pinto                                                        | Potosinos, Tarijeños y Chuquisaqueños                                              |
| Escuadrón "Velasco"                                                                        | 120 hombres                                                                        | Caballería                                                                         | Sin cambios                                                                        | Cruceños y Benianos                                                                |

### Unidades militares del ejército de Bolivia en julio de 1879
| Unidades Militares del Ejército Boliviano movilizadas hasta el 31 de julio de 1879         | Unidades Militares del Ejército Boliviano movilizadas hasta el 31 de julio de 1879 | Unidades Militares del Ejército Boliviano movilizadas hasta el 31 de julio de 1879 | Unidades Militares del Ejército Boliviano movilizadas hasta el 31 de julio de 1879 | Unidades Militares del Ejército Boliviano movilizadas hasta el 31 de julio de 1879 |
| ------------------------------------------------------------------------------------------ | ---------------------------------------------------------------------------------- | ---------------------------------------------------------------------------------- | ---------------------------------------------------------------------------------- | ---------------------------------------------------------------------------------- |
| Presidente de Bolivia y Capitán General de las Fuerzas Armadas : Hilarión Daza Groselle    |                                                                                    |                                                                                    |                                                                                    |                                                                                    |
| Ministro de Guerra y Jefe de Estado Mayor General : General de Brigada Manuel Othón Joffré |                                                                                    |                                                                                    |                                                                                    |                                                                                    |
| Jefe de Ingenieros y Estadística : General de Brigada Juan Mariano Mujía                   |                                                                                    |                                                                                    |                                                                                    |                                                                                    |
| Primera División del Ejército de Bolivia                                                   |                                                                                    |                                                                                    |                                                                                    |                                                                                    |
| Comandante de la 1ra División : General de División Carlos de Villegas                     |                                                                                    |                                                                                    |                                                                                    |                                                                                    |
| Jefe de Estado Mayor Divisionario : Coronel Exequiel de la Peña                            |                                                                                    |                                                                                    |                                                                                    |                                                                                    |
| Unidad Militar                                                                             | Plazas                                                                             | Especialidad                                                                       | Comandante de Unidad                                                               | Compuesto Por                                                                      |
| Batallón "Daza" 1.° Granaderos de la Guardia                                               | 588 hombres                                                                        | 1ro. de Línea de Infantería                                                        | Coronel Ildefonso Murguía Anze                                                     | Paceños                                                                            |
| Batallón "Paucarpata" 2.° de La Paz                                                        | 434 hombres                                                                        | Infantería                                                                         | Coronel Pablo Idiaquez                                                             | Paceños                                                                            |
| Batallón "Olañeta" 2.° Cazadores de la Guardia                                             | 469 hombres                                                                        | Infantería                                                                         | Coronel Eloy Martínez                                                              | Chuquisaqueños                                                                     |
| Regimiento "Bolívar" 1.° de Húsares                                                        | 281 hombres                                                                        | 1ro. de Línea de Caballería                                                        | Coronel Julián María López                                                         | Paceños y Cochabambinos                                                            |
| Segunda División del Ejército de Bolivia                                                   |                                                                                    |                                                                                    |                                                                                    |                                                                                    |
| Comandante de la 2da División : General de Brigada Casto Arguedas                          |                                                                                    |                                                                                    |                                                                                    |                                                                                    |
| Jefe de Estado Mayor Divisionario : Coronel Claudio Rada                                   |                                                                                    |                                                                                    |                                                                                    |                                                                                    |
| Unidad Militar                                                                             | Plazas                                                                             | Especialidad                                                                       | Comandante de Unidad                                                               | Compuesto Por                                                                      |
| Batallón "Sucre" 2.° Granaderos de la Guardia                                              | 540 hombres                                                                        | 2do. de Línea de Infantería                                                        | Coronel Rudecindo Niño de Guzmán                                                   | Chuquisaqueños                                                                     |
| Batallón "Victoria" 1.° de La Paz                                                          | 537 hombres                                                                        | Infantería                                                                         | Coronel Juan Granier                                                               | Paceños                                                                            |
| Batallón "Dalence" 1.° de Oruro                                                            | 538 hombres                                                                        | Infantería                                                                         | Coronel Donato Vásquez                                                             | Orureños                                                                           |
| Regimiento "Mariscal Santa Cruz"                                                           | 226 hombres                                                                        | 1ro. de Línea de Artilleria                                                        | Coronel Adolfo Flores                                                              | Paceños y Orureños                                                                 |
| Tercera División del Ejército de Bolivia                                                   |                                                                                    |                                                                                    |                                                                                    |                                                                                    |
| Comandante de la 3ra División : General de Brigada Pedro Villamil                          |                                                                                    |                                                                                    |                                                                                    |                                                                                    |
| Jefe de Estado Mayor Divisionario : Coronel Claudio Sánchez                                |                                                                                    |                                                                                    |                                                                                    |                                                                                    |
| Unidad Militar                                                                             | Plazas                                                                             | Especialidad                                                                       | Comandante de Unidad                                                               | Compuesto Por                                                                      |
| Batallón "Illimani" 3.° Cazadores de la Guardia                                            | 536 hombres                                                                        | 3ro. de Línea de Infantería                                                        | Coronel Ramón González Santiesteban                                                | Paceños                                                                            |
| Batallón "Independencia" 3.° de La Paz                                                     | 435 hombres                                                                        | Infantería                                                                         | Teniente Coronel Julián Vargas                                                     | Paceños                                                                            |
| Batallón "Vengadores" 3.° de Potosí                                                        | 533 hombres                                                                        | Infantería                                                                         | Teniente Coronel Federico Murga                                                    | Potosinos                                                                          |
| Escuadrón "Escolta" 1.° de Coraceros                                                       | 70 hombres                                                                         | Caballería                                                                         | Coronel Melchor González                                                           | Paceños                                                                            |
| Cuarta División del Ejército de Bolivia                                                    |                                                                                    |                                                                                    |                                                                                    |                                                                                    |
| Comandante de la 4ta División : General de Brigada Luciano Alcoreza                        |                                                                                    |                                                                                    |                                                                                    |                                                                                    |
| Jefe de Estado Mayor Divisionario :                                                        |                                                                                    |                                                                                    |                                                                                    |                                                                                    |
| Unidad Militar                                                                             | Plazas                                                                             | Especialidad                                                                       | Comandante de Unidad                                                               | Compuesto Por                                                                      |
| Batallón "Oropeza" 1.° de Cochabamba                                                       | 400 hombres                                                                        | Infantería                                                                         | -                                                                                  | Cochabambinos                                                                      |
| Batallón "Aroma" 2.° de Cochabamba                                                         | 500 hombres                                                                        | Infantería                                                                         | Coronel Fructuoso Solares                                                          | Cochabambinos                                                                      |
| Batallón "Viedma" 3.° de Cochabamba                                                        | 413 hombres                                                                        | Infantería                                                                         | Coronel José María Lara                                                            | Cochabambinos                                                                      |
| Batallón "Padilla" 4.° de Cochabamba                                                       | 351 hombres                                                                        | Infantería                                                                         | Coronel Pedro Pablo Vargas Hinojosa                                                | Cochabambinos                                                                      |
| Escuadrón "Junín" 3.° de Coraceros                                                         | 147 hombres                                                                        | Caballería                                                                         | Coronel Héctor Suárez                                                              | Cochabambinos                                                                      |
| Escuadrón "Libertad" 4.° de Coraceros                                                      | 97 hombres                                                                         | Caballería                                                                         | Coronel Agustín Martínez                                                           | Cochabambinos                                                                      |
| Legión Boliviana del Ejército                                                              |                                                                                    |                                                                                    |                                                                                    |                                                                                    |
| Comandante de la Legión : General de Brigada Juan José Pérez Marañán                       |                                                                                    |                                                                                    |                                                                                    |                                                                                    |
| Unidad Militar                                                                             | Plazas                                                                             | Especialidad                                                                       | Comandante de Unidad                                                               | Compuesto Por                                                                      |
| Regimiento "Murillo"                                                                       | 283 hombres                                                                        | Infantería                                                                         | Teniente Coronel Juan Saravia                                                      | Paceños                                                                            |
| Escuadrón "Vanguardia"                                                                     | 227 hombres                                                                        | Caballería                                                                         | Coronel Eliodoro Camacho Mesa                                                      | Cochabambinos                                                                      |
| Escuadrón "Libres del Sur"                                                                 | 225 hombres                                                                        | Caballería                                                                         | Coronel Miguel Castro Pinto                                                        | Potosinos, Tarijeños y Chuquisaqueños                                              |
| Escuadrón "Velasco"                                                                        | 120 hombres                                                                        | Caballería                                                                         | Sin cambios                                                                        | Cruceños y Benianos                                                                |

### Unidades militares del ejército de Bolivia en octubre de 1879
| Unidades Militares del Ejército Boliviano movilizadas hasta el 31 de octubre de 1879       | Unidades Militares del Ejército Boliviano movilizadas hasta el 31 de octubre de 1879 | Unidades Militares del Ejército Boliviano movilizadas hasta el 31 de octubre de 1879 | Unidades Militares del Ejército Boliviano movilizadas hasta el 31 de octubre de 1879 | Unidades Militares del Ejército Boliviano movilizadas hasta el 31 de octubre de 1879 |
| ------------------------------------------------------------------------------------------ | ------------------------------------------------------------------------------------ | ------------------------------------------------------------------------------------ | ------------------------------------------------------------------------------------ | ------------------------------------------------------------------------------------ |
| Presidente de Bolivia y Capitán General de las Fuerzas Armadas : Hilarión Daza Groselle    |                                                                                      |                                                                                      |                                                                                      |                                                                                      |
| Ministro de Guerra y Jefe de Estado Mayor General : General de Brigada Manuel Othón Joffré |                                                                                      |                                                                                      |                                                                                      |                                                                                      |
| Jefe de Ingenieros y Estadística : General de Brigada Juan Mariano Mujía                   |                                                                                      |                                                                                      |                                                                                      |                                                                                      |
| Primera División del Ejército de Bolivia                                                   |                                                                                      |                                                                                      |                                                                                      |                                                                                      |
| Comandante de la 1ra División : General de División Carlos de Villegas                     |                                                                                      |                                                                                      |                                                                                      |                                                                                      |
| Jefe de Estado Mayor Divisionario : Coronel Exequiel de la Peña                            |                                                                                      |                                                                                      |                                                                                      |                                                                                      |
| Unidad Militar                                                                             | Plazas                                                                               | Especialidad                                                                         | Comandante de Unidad                                                                 | Compuesto Por                                                                        |
| Batallón "Daza" 1.° Granaderos de la Guardia                                               | 588 hombres                                                                          | 1ro. de Línea de Infantería                                                          | Coronel Ildefonso Murguía Anze                                                       | Paceños                                                                              |
| Batallón "Paucarpata" 2.° de La Paz                                                        | 434 hombres                                                                          | Infantería                                                                           | Coronel Pablo Idiaquez                                                               | Paceños                                                                              |
| Batallón "Olañeta" 2.° Cazadores de la Guardia                                             | 469 hombres                                                                          | Infantería                                                                           | Coronel Eloy Martínez                                                                | Chuquisaqueños                                                                       |
| Regimiento "Bolívar" 1.° de Húsares                                                        | 281 hombres                                                                          | 1ro. de Línea de Caballería                                                          | Coronel Julián María López                                                           | Paceños y Cochabambinos                                                              |
| Segunda División del Ejército de Bolivia                                                   |                                                                                      |                                                                                      |                                                                                      |                                                                                      |
| Comandante de la 2da División : General de Brigada Casto Arguedas                          |                                                                                      |                                                                                      |                                                                                      |                                                                                      |
| Jefe de Estado Mayor Divisionario : Coronel Claudio Rada                                   |                                                                                      |                                                                                      |                                                                                      |                                                                                      |
| Unidad Militar                                                                             | Plazas                                                                               | Especialidad                                                                         | Comandante de Unidad                                                                 | Compuesto Por                                                                        |
| Batallón "Sucre" 2.° Granaderos de la Guardia                                              | 540 hombres                                                                          | 2do. de Línea de Infantería                                                          | Coronel Rudecindo Niño de Guzmán                                                     | Chuquisaqueños                                                                       |
| Batallón "Victoria" 1.° de La Paz                                                          | 537 hombres                                                                          | Infantería                                                                           | Coronel Juan Granier                                                                 | Paceños                                                                              |
| Batallón "Dalence" 1.° de Oruro                                                            | 538 hombres                                                                          | Infantería                                                                           | Coronel Donato Vásquez                                                               | Orureños                                                                             |
| Regimiento "Mariscal Santa Cruz"                                                           | 226 hombres                                                                          | 1ro. de Línea de Artilleria                                                          | Coronel Adolfo Flores                                                                | Paceños y Orureños                                                                   |
| Tercera División del Ejército de Bolivia                                                   |                                                                                      |                                                                                      |                                                                                      |                                                                                      |
| Comandante de la 3ra División : General de Brigada Pedro Villamil                          |                                                                                      |                                                                                      |                                                                                      |                                                                                      |
| Jefe de Estado Mayor Divisionario : Coronel Claudio Sánchez                                |                                                                                      |                                                                                      |                                                                                      |                                                                                      |
| Unidad Militar                                                                             | Plazas                                                                               | Especialidad                                                                         | Comandante de Unidad                                                                 | Compuesto Por                                                                        |
| Batallón "Illimani" 3.° Cazadores de la Guardia                                            | 536 hombres                                                                          | 3ro. de Línea de Infantería                                                          | Coronel Ramón González Santiesteban                                                  | Paceños                                                                              |
| Batallón "Independencia" 3.° de La Paz                                                     | 435 hombres                                                                          | Infantería                                                                           | Teniente Coronel Julián Vargas                                                       | Paceños                                                                              |
| Batallón "Vengadores" 3.° de Potosí                                                        | 533 hombres                                                                          | Infantería                                                                           | Teniente Coronel Federico Murga                                                      | Potosinos                                                                            |
| Escuadrón "Escolta" 1.° de Coraceros"                                                      | 70 hombres                                                                           | Caballería                                                                           | Coronel Melchor González                                                             | Paceños                                                                              |
| Cuarta División del Ejército de Bolivia                                                    |                                                                                      |                                                                                      |                                                                                      |                                                                                      |
| Comandante de la 4ta División : General de Brigada Luciano Alcoreza                        |                                                                                      |                                                                                      |                                                                                      |                                                                                      |
| Jefe de Estado Mayor Divisionario :                                                        |                                                                                      |                                                                                      |                                                                                      |                                                                                      |
| Unidad Militar                                                                             | Plazas                                                                               | Especialidad                                                                         | Comandante de Unidad                                                                 | Compuesto Por                                                                        |
| Batallón "Oropeza" 1.° de Cochabamba                                                       | 400 hombres                                                                          | Infantería                                                                           | -                                                                                    | Cochabambinos                                                                        |
| Batallón "Aroma" 2.° de Cochabamba                                                         | 500 hombres                                                                          | Infantería                                                                           | Coronel Fructuoso Solares                                                            | Cochabambinos                                                                        |
| "Viedma" 3.° de Cochabamba                                                                 | 413 hombres                                                                          | Infantería                                                                           | Coronel José María Lara                                                              | Cochabambinos                                                                        |
| "Padilla" 4.° de Cochabamba                                                                | 351 hombres                                                                          | Infantería                                                                           | Coronel Pedro Pablo Vargas Hinojosa                                                  | Cochabambinos                                                                        |
| Escuadrón "Junín" 3.° de Coraceros                                                         | 147 hombres                                                                          | Caballería                                                                           | Coronel Héctor Suárez                                                                | Cochabambinos                                                                        |
| Escuadrón "Libertad" 4.° de Coraceros                                                      | 97 hombres                                                                           | Caballería                                                                           | Coronel Agustín Martínez                                                             | Cochabambinos                                                                        |
| Quinta División del Ejército de Bolivia                                                    |                                                                                      |                                                                                      |                                                                                      |                                                                                      |
| Comandante de la 5ta División : General de Brigada Narciso Campero Leyes                   |                                                                                      |                                                                                      |                                                                                      |                                                                                      |
| Jefe de Estado Mayor Divisionario : Coronel Ezequiel Apodaca                               |                                                                                      |                                                                                      |                                                                                      |                                                                                      |
| Unidad Militar                                                                             | Plazas                                                                               | Especialidad                                                                         | Comandante de Unidad                                                                 | Compuesto Por                                                                        |
| Batallón "Bustilo" 1.° de Potosí                                                           | 500 hombres                                                                          | Infantería                                                                           | Coronel Francisco Benavente                                                          | Potosinos                                                                            |
| Batallón "Ayacucho" 2.° de Potosí                                                          | 500 hombres                                                                          | Infantería                                                                           | Coronel Mariano Lino Morales                                                         | Potosinos                                                                            |
| Batallón "Chorolque" 4.° de Potosí                                                         | 508 hombres                                                                          | Infantería                                                                           | Coronel Juan Bautista Ayoroa                                                         | Potosinos                                                                            |
| Batallón "Tarija" 3.° de Granaderos                                                        | 417 hombres                                                                          | Infantería                                                                           | Coronel Miguel Estenssoro                                                            | Tarijeños                                                                            |
| Escuadrón "Méndez" 2.° de Coraceros                                                        | 140 hombres                                                                          | Caballería                                                                           | Coronel Justo Villegas                                                               | Tarijeños                                                                            |
| Legión Boliviana del Ejército                                                              |                                                                                      |                                                                                      |                                                                                      |                                                                                      |
| Comandante de la Legión : General de Brigada Juan José Pérez Marañán                       |                                                                                      |                                                                                      |                                                                                      |                                                                                      |
| Unidad Militar                                                                             | Plazas                                                                               | Especialidad                                                                         | Comandante de Unidad                                                                 | Compuesto Por                                                                        |
| Regimiento "Murillo"                                                                       | 283 hombres                                                                          | Infantería                                                                           | Teniente Coronel Juan Saravia                                                        | Paceños                                                                              |
| Escuadrón "Vanguardia"                                                                     | 227 hombres                                                                          | Caballería                                                                           | Coronel Eliodoro Camacho Mesa                                                        | Cochabambinos                                                                        |
| Escuadrón "Libres del Sur"                                                                 | 225 hombres                                                                          | Caballería                                                                           | Coronel Miguel Castro Pinto                                                          | Potosinos, Tarijeños y Chuquisaqueños                                                |
| Escuadrón "Velasco"                                                                        | 120 hombres                                                                          | Caballería                                                                           | Sin cambios                                                                          | Cruceños y Benianos                                                                  |

## Unidades
Al comienzo de la guerra Daza aumento las unidades de 4 a 17, de los cuales 14 eran de la guardia nacional o unidades recién creadas.: 73  Los cambios de nombre de las unidades y su (re)formación tras su desaparición o disolución, a veces por razones políticas eran comunes, asegura William F. Sater. Así, por ejemplo, los batallones Victoria 2, Oruro y Bustillo fueron disueltos a mediados de 1880 por la rebelión de los coroneles Silva y Guachalla. Reaparecieron después como Batallón Grau. A los Colorados de Daza se llamó Batallón Alianza n°1 para luego volver a su nombre inicial a mediados de 1880.: 73–74 
Su contingente fue aumentado después de la declaración de guerra a las siguientes unidades:: 178  Los comandantes de unidades están dados también según Sater: 51 
| Unidad                                                  | Plazas | Mando                   |
| ------------------------------------------------------- | ------ | ----------------------- |
| Legión Boliviana                                        |        |                         |
| Escuadrón Rifleros del Norte                            |        |                         |
| Escuadrón Vanguardia/Murillo/Rifleros del Centro        |        |                         |
| Escuadrón Libres del Sur                                |        |                         |
| 1. División - Comandante: Gral. Div. Carlos de Villegas |        |                         |
| Batallón Daza / Granaderos 1 de la Guardia              | 588    | Col. Ildefonso Murgia   |
| Batallón Paucaparta / 2 de La Paz                       | 434    |                         |
| Batallón Olañeta / Cazadores de la Guardia              |        |                         |
| Regimiento Bolívar / 1 de Húsares                       | 280    | Col. Julián María López |
| 2. División - Comandante: Gral. Brg. Castro Arguedas    |        |                         |
| Batallón Sucre 2 / Granaderos de la Guardia             | 540    | Col. Niño de Gúzman     |
| Batallón Victoria / 1 de La Paz                         | 537    |                         |
| Batallón Dalence / Carabineros 1 de Oruro               | 538    |                         |
| Regimiento Santa Cruz de Artillería                     | 226    |                         |
| 3. División - Comandante: Gral. Brg. Pedro Villamil     |        |                         |
| Batallón Illimani / Caza 1 de la Guardia                | 536    | Col. Ramón Gonzáles     |
| Batallón Independencia / 3 de La Paz                    | 435    |                         |
| Batallón Vengadores / 3 de Potosí                       | 533    |                         |
| Escuadrón Escolta / 1 de Coraceros                      | 58     |                         |
| 4. División - Comandante: Gral. Brg. Luciano Alcoreza   |        |                         |
| Batallón Oropeza / 1 de Cochabamba                      |        |                         |
| Batallón Aroma / 2 de Cochabamba                        |        |                         |
| Batallón Viedma / 3 de Cochabamba                       |        |                         |
| Batallón Padilla / 4 de Cochabamba                      |        |                         |
| Escuadrón Junín / 3 de Coraceros                        |        |                         |
| Escuadrón Libertad / 4 de Coraceros                     |        |                         |
| 5. División - Comandante: Gral. Brg. Narciso Campero    |        |                         |
| Batallón Bustillo / de Potosí                           |        |                         |
| Ayacucho / 2 de Potosí                                  |        |                         |
| Chorolque / 4 de Potosí                                 |        |                         |
| Tarija / 3 de Granaderos                                |        |                         |
| Escuadrón Méndez / 2 de Coraceros                       |        |                         |
| Legión de Bolivia                                       |        |                         |
| En negrilla las unidades existentes antes de la guerra  |        |                         |

## Oficiales
Aunque algunos oficiales habían estudiado en Francia, como Pedro Villamil y Guillermo Villegas, o como Narciso Campero que había servido en Argelia, sostiene Sater, a los oficiales les faltaba la instrucción o el entrenamiento para una guerra convencional.: 53 
LLama la atención la desproporción entre el número de oficiales y sus subordinados: Sater cuenta 1 oficial por cada 3 subordinados (soldados más suboficiales).